# Saint-Éloi (Nièvre)
Saint-Eloi é uma comuna francesa na região administrativa de Borgonha-Franco-Condado, no departamento Nièvre. Estende-se por uma área de 16,41 km². Em 2010 a comuna tinha 2 233 habitantes (densidade: 136,1 hab./km²).